# Movimiento Democrático Nigerino por una Federación Africana
El Movimiento Democrático Nigerino por una Federación Africana (en francés: Mouvement démocratique nigérien pour une fédération africain, MODEN/FA-Lumana) es un partido político en Níger, dirigido por Hama Amadou.

## Historia
El partido se estableció el 12 de mayo de 2009. No se presentó en las elecciones parlamentarias de 2009, pero se presentó a las elecciones generales de 2011, presentando a Amadou como su candidato presidencial; terminó tercero con el 20% de los votos. En las elecciones parlamentarias obtuvo 23 de los 113 escaños de la Asamblea Nacional.
Amadou se postuló nuevamente para la presidencia en las elecciones de 2016. Terminó segundo en la primera vuelta, recibiendo el 18% de los votos, entrando a la segunda. Sin embargo, el partido boicoteó la segunda vuelta, lo que resultó en la victoria de Mahamadou Issoufou con el 92% de los votos. Las elecciones también vieron al partido ganar 25 escaños en la Asamblea Nacional, que se amplió a 171 escaños.
La cantante Hamsou Garba es una notable partidaria del partido, lo que la llevó a su breve encarcelamiento en Niamey en 2016.